# 阿里山鹅耳枥
阿里山鹅耳枥（学名：Carpinus kawakamii），又名阿里山千金榆、川上氏鵝耳櫪、细齿鹅耳枥，俗稱雞油舅，是桦木科鹅耳枥属的植物。分布於中国福建，以及臺灣本島，主要生长于海拔500米至2,000米的地区，常生长在山坡阳处林中，目前尚未由人工引种栽培。